# Hammingafstand
In de coderingstheorie, een onderdeel van de informatietheorie is de hammingafstand een maat voor het verschil tussen twee rijen symbolen van gelijke lengte.  De hammingafstand is het aantal posities waarin de twee rijen (bijvoorbeeld binaire of letterwoorden) van elkaar verschillen. De woorden '1001' en '0011', bijvoorbeeld, verschillen in twee posities, namelijk de 1e en de 3e, zodat de hammingafstand tussen '1001' en '0011' gelijk is aan 2. De hammingafstand is niet beperkt tot binaire woorden, maar is ook geldig voor woorden in een algemeen alfabet. De woorden '310201' en '615204' ter lengte 6, waarvan de (code)symbolen afkomstig zijn uit de verzameling {0, 1, 2, 3, 4, 5, 6}, verschillen op de eerste, derde en zesde positie, zodat de hammingafstand gelijk is aan 3. Men kan ook zeggen dat de hammingafstand gelijk is aan het aantal symbolen in het ene woord die veranderd moeten worden om het andere woord te krijgen. Een verzameling woorden van dezelfde lengte vormt met de hammingafstand een metrische ruimte.
De afstandsmaat is genoemd naar Richard Hamming, een Amerikaanse wiskundige, die de eerste foutencorrigerende code heeft bedacht, de hamming-code. Een code is een verzameling van codewoorden. De minimum hammingafstand van een code is de kleinste afstand tussen twee verschillende woorden in de code. De minimum hammingafstand is van belang voor de foutencorrigerende capaciteit van de code. 

## Andere afstandsmaten
- Levenshteinafstand of bewerkingsafstand, waarbij behalve een letter veranderen ook een letter verwijderen of toevoegen zijn toegestaan
- Lee-afstand, afstandsmaat voor niet-binaire woorden